# Stephan Paßlack
Stephan Paßlack (Moers, 24 agosto 1970) è un ex calciatore tedesco, di ruolo difensore.

## Carriera

### Club
Crebbe nelle giovanili del TV Asberg prima di trasferirsi al VfB Homberg, club in cui rimase fino al 1989. Successivamente giocò per Colonia, Eintracht Francoforte e Krefelder Fußball-Club Uerdingen 05 prima di trasferirsi al Borussia Mönchengladbach, dove  visse l'apice della sua carriera. Dopo aver militato per tre stagioni nel Borussia, Paßlack giocò per Monaco 1860, Norimberga e terminò la carriera nel KFC Uerdingen.

### Nazionale
Con la Germania debuttò nel 1996 contro l'Armenia e segnò in tutto una rete in 4 partite, in amichevole contro Malta. L'ultima delle sue 4 presenze in Nazionale risale al 1998 contro la Romania.

## Statistiche

### Cronologia presenze e reti in nazionale
| Cronologia completa delle presenze e delle reti in nazionale ― Germania | Cronologia completa delle presenze e delle reti in nazionale ― Germania | Cronologia completa delle presenze e delle reti in nazionale ― Germania | Cronologia completa delle presenze e delle reti in nazionale ― Germania | Cronologia completa delle presenze e delle reti in nazionale ― Germania | Cronologia completa delle presenze e delle reti in nazionale ― Germania | Cronologia completa delle presenze e delle reti in nazionale ― Germania | Cronologia completa delle presenze e delle reti in nazionale ― Germania |
| Data                                                                    | Città                                                                   | In casa                                                                 | Risultato                                                               | Ospiti                                                                  | Competizione                                                            | Reti                                                                    | Note                                                                    |
| ----------------------------------------------------------------------- | ----------------------------------------------------------------------- | ----------------------------------------------------------------------- | ----------------------------------------------------------------------- | ----------------------------------------------------------------------- | ----------------------------------------------------------------------- | ----------------------------------------------------------------------- | ----------------------------------------------------------------------- |
| 9-10-1996                                                               | Erevan                                                                  | Armenia                                                                 | 1 – 5                                                                   | Germania                                                                | Qual. Mondiali 1998                                                     | -                                                                       |                                                                         |
| 9-11-1996                                                               | Norimberga                                                              | Germania                                                                | 1 – 1                                                                   | Irlanda del Nord                                                        | Qual. Mondiali 1998                                                     | -                                                                       | 62’                                                                     |
| 2-9-1998                                                                | Ta' Qali                                                                | Malta                                                                   | 1 – 2                                                                   | Germania                                                                | Amichevole                                                              | 1                                                                       | 46’                                                                     |
| 5-9-1998                                                                | Ta' Qali                                                                | Romania                                                                 | 1 – 1                                                                   | Germania                                                                | Amichevole                                                              | -                                                                       | 46’                                                                     |
| Totale                                                                  |                                                                         | Presenze                                                                | 4                                                                       |                                                                         | Reti                                                                    | 1                                                                       |                                                                         |

## Palmarès

### Club

#### Competizioni nazionali
- Campionato tedesco di seconda divisione: 2

Bayer Uerdingen: 1991-1992
Norimberga: 2003-2004